# Czechitas

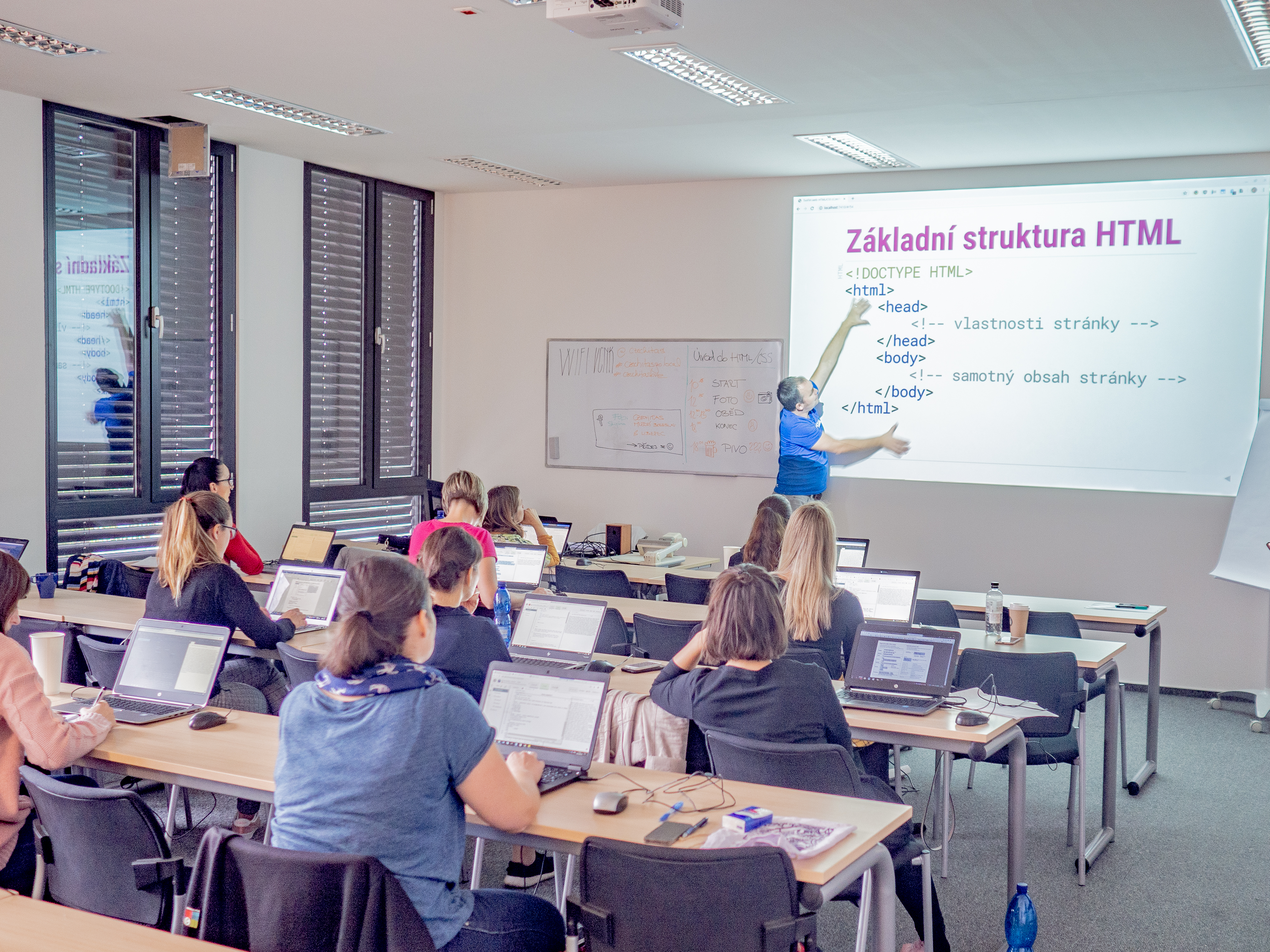
Czechitas pořádají jednodenní i dlouhodobé kurzy.

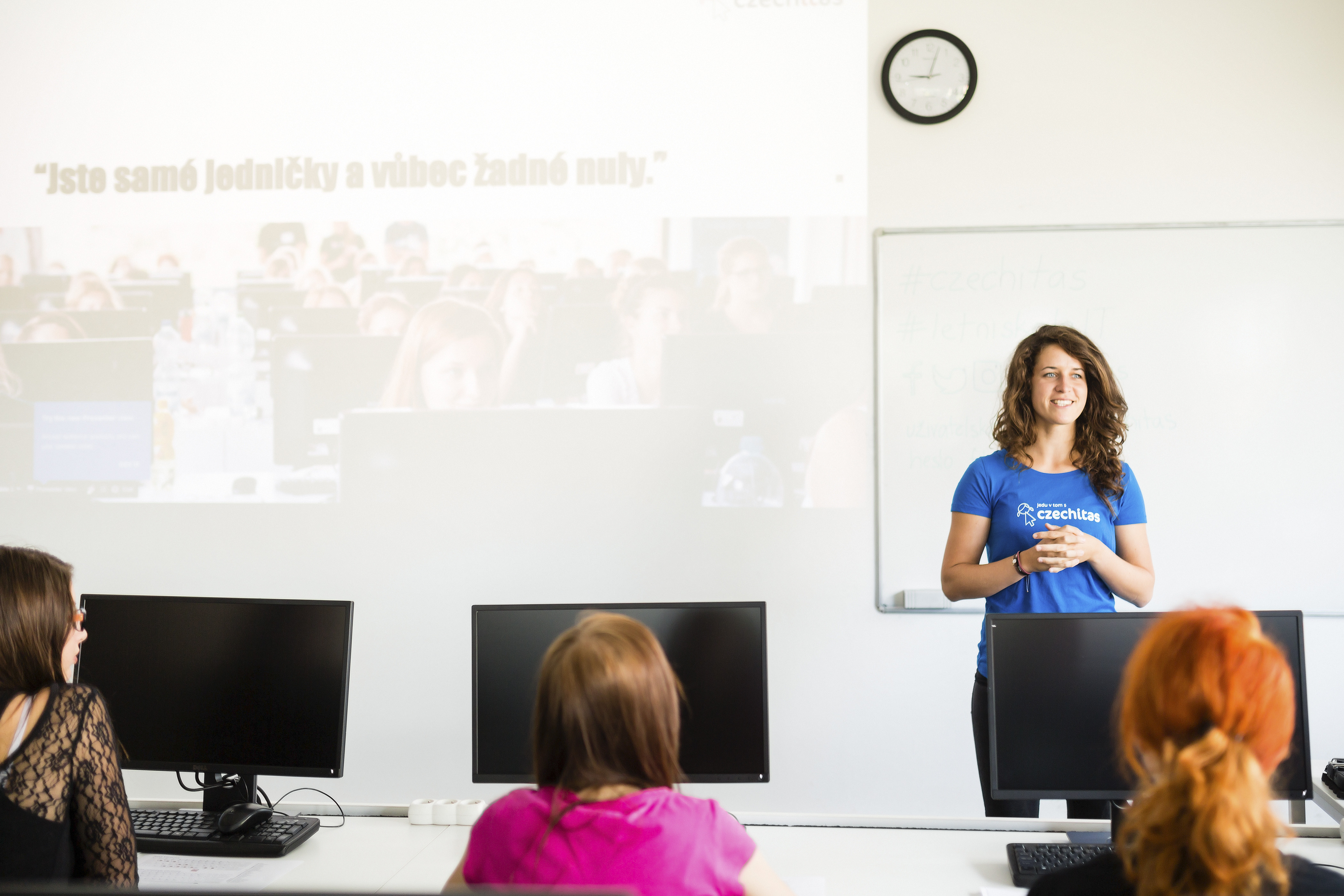
Dita Formánková, rozená Přikrylová, zakladatelka Czechitas

Czechitas je česká nezisková organizace, jejímž cílem je vzdělávat, inspirovat a uplatňovat nové talenty v informačních technologiích a budovat komunitu se zájmem o IT. Pomocí pořádání nejrůznějších workshopů a kurzů se organizace snaží zvýšit genderovou diverzitu v IT prostředí, bořit stereotypy a překážky, které ženám a dívkám často brání proniknout do světa informačních technologií. Zájemkyně se na cenově dostupných workshopech učí základům tvorby webových stránek, programování, grafiky a datové analýzy. Děti a mládež pak objevují svět informačních technologií za pomoci moderních vzdělávacích metod. Inspirací pro vznik organizace byl americký projekt Girls Who Code.

## Historie
Vzdělávací organizace Czechitas byla založena Ditou Formánkovou v roce 2014, když se rozhodla dostat více holek do IT a IT do holek. Proto začala spolu s Barborou Bühnovou, Monikou Ptáčníkovou a dalšími kamarády organizovat v Brně víkendové kurzy programování s názvem Rails Girls. Po kladné odezvě pokračovali s dalšími kurzy a workshopy zaměřenými na různé obory IT. Z původně několika dobrovolníků, kteří o víkendu učili programovat ženy, se stala velká komunita, která se rozrostla do dalších měst.
V současnosti působí v Praze, Brně, Ostravě, Českých Budějovicích, Olomouci, Zlíně, Liberci, Mladé Boleslavi, Hradci Králové, Plzni a Karlových Varech. V Praze a v Brně založili vlastní vzdělávací a komunitní centra.
V roce 2017 Czechitas provedli kvantitativní i kvalitativní výzkum týkající se motivace, inspirace a budoucnosti žen v IT.
V roce 2021 organizace získala největší grant v historii, 26 miliónu korun od dánského výrobce oken Velux.

## Kurzy Czechitas
Organizace podporuje lidi, aby nebyli jen uživateli technologií, ale jejich aktivními tvůrci a celoživotně se vzdělávali. Nabízené workshopy a kurzy mají různé úrovně pokročilostí, od úplných začátečníků po mírně pokročilé. Vedle kurzů organizují i rekvalifikační a večerní kurzy či letní tábory. Tematicky se zaměřují na oblasti programování, tvorby webu, datové analytiky, testování, grafického designu nebo digitálních dovednostech.

## Ocenění
- The EU Social Economy Awards, 2021[11]
- Národní cena České republiky za společenskou odpovědnost 2019[12]
- Nominace na křišťálovou lupu 2015, 2016, 2017, 2019[13]
- Ceny SDGs Finalista roku 2018[14]
- SXSW Community Service Award 2017[15]
- Národní cena kariérového poradenství 2017[16]
- European Digital Skills Awards Finalist 2017[17]
- Aspen Young Leaders Programme, 2016, 2017[18]
- Young Transatlantic Leaders Innovation Programme 2016[19]
- Forbes 30 pod 30 2016[20]
- Global Entrepreneurship 2016[21]
- Top ženy Česka 2016[22]
- European Citizen Award 2016[23]